# Sebastian Grünewald
Sebastian Grünewald (* 1984 in Coburg) ist ein deutscher Schauspieler.

## Leben
Sebastian Grünewald absolvierte von 2004 bis 2008 sein Schauspielstudium an der Hochschule für Musik und Theater „Felix Mendelssohn Bartholdy“ in Leipzig. Von 2006 bis 2008 war er während seiner Ausbildung Mitglied im Schauspielstudio des Schauspiels Leipzig.
Nach seinem Studienabschluss ging er ab Spielzeitbeginn 2008/09 bis Spielzeitende 2010 in sein erstes Festengagement am Centraltheater Leipzig. Er trat dort u. a. als Don Carlos und Bauer Pierrot im Molière’schen Don Juan (2008, Regie: Jürgen Kruse), als verrückter Neffe Teddy Brewster in Arsen und Spitzenhäubchen (2009, Regie: Sebastian Hartmann) und mehrfach in Produktionen unter der Regie von Martin Laberenz auf, u. a. in Idioten (nach Lars von Trier), Vielleicht – Vielleicht auch nicht (nach D’Annunzio) und Die Abschaffung der Arten (nach Dath/Laberenz).
Seit 2010 ist Grünewald als freischaffender Schauspieler tätig. Er hatte Gastverpflichtungen am Badischen Staatstheater Karlsruhe (2011), am bat-Theater Berlin (Spielzeit 2012/13; als Carlos in Clavigo), am Schauspielhaus Düsseldorf (Spielzeit 2013/14, in Der Spieler, Regie: Martin Laberenz), am Staatstheater Hannover (Spielzeit 2013/14, in Corpus Delicti nach Juli Zeh, Regie: Lars-Ole Walburg) und am Theater Basel (2015, in Der Besuch der alten Dame).
In der Spielzeit 2012/13 kehrte er für zwei Produktionen ans Centraltheater Leipzig zurück. Unter der Regie von Martin Laberenz spielte er den Raskolnikow in Schuld und Sühne und Clov in Endspiel.
Seit 2011 ist er regelmäßiger Gast am Deutschen Theater Berlin, wo er u. a. mit Brit Bartkowiak, Stephan Kimmig und Martin Laberenz arbeitete. Zu seinen Rollen dort gehörten u. a. Peter Niles in Trauer muss Elektra tragen (Spielzeit 2011/12, Regie: Stephan Kimmig), Maitre Jaques/La Flèche in Der Geizige (Spielzeit 2015/16, Regie: Martin Laberenz) und Hans Castorp in Der Zauberberg (Spielzeit 2015/16, Regie: Martin Laberenz). In der Spielzeit 2016/17 spielte er in Elfriede Jelineks Theaterstück WUT in den Kammerspielen des Deutschen Theaters. 2017 gastierte er am Schauspiel Hannover als Cléante in Tartuffe; diese Rolle übernahm er auch bei den weiteren Vorstellungen in der Spielzeit 2017/18.
Nachdem die Volksbühne am Rosa-Luxemburg-Platz in Berlin zur Spielzeit 2019/20 künstlerisch neu besetzt wurde, holte der neue Schauspieldirektor Thorleifur Örn Arnarsson Grünewald ins Ensemble. Mit Übernahme der Volksbühne von René Pollesch zur Spielzeit 2021/22 endete Grünewalds Zeit an der Bühne.
Gelegentlich stand Grünewald auch für Film und Fernsehen vor der Kamera. In dem deutschen Fernsehfilm Stilles Tal (2011) hatte er eine Nebenrolle als Feldwebel Brückner. Außerdem wirkte er in mehreren Folgen der internationalen Krimiserie The Team (2015) in einer Nebenrolle als Septimus mit; er verkörperte den Schwiegersohn des litauischen Gangsters und Menschenhändlers Marius Loukauskis (Nicholas Ofczarek). Im April 2018 war er in der ARD-Fernsehserie In aller Freundschaft – Die jungen Ärzte in einer Episodenhauptrolle zu sehen; er war Ingo Danquard, der Ausbilder einer jungen Restaurantfachfrau und Analphabetin.
Grünewald arbeitet auch als Sprecher, u. a. für Werbung und Hörspiele. Er lebt seit 2010 in Berlin.

## Filmografie (Auswahl)
- 2009: Tierärztin Dr. Mertens: Vater und Sohn (Fernsehserie, eine Folge)
- 2011: Stilles Tal (Fernsehfilm)
- 2015: The Team (Fernsehserie, Serienrolle)
- 2018: In aller Freundschaft – Die jungen Ärzte: Überdruck (Fernsehserie, eine Folge)